# David Zayas
David Zayas (Ponce, 15 agosto 1962) è un attore portoricano naturalizzato statunitense.
È noto per i ruoli di Enrique Morales nella serie TV Oz e di Angel Batista nelle serie televisive Dexter, Dexter: New Blood e Dexter: Resurrection.

## Biografia
Nato a Porto Rico, ma cresciuto nel quartiere Bronx nella città di New York, Zayas entrò nella United States Air Force, dove ha acquisito delle conoscenze che lo porteranno a diventare un agente del New York City Police Department. Il lavoro come ufficiale di polizia gli ha permesso di svilupparsi come attore, portandolo ad una serie di lavori in televisione e nel cinema. È anche un musicista e collabora come percussionista con vari artisti, tra cui Jason Mraz.
Come membro dal 1992 del LAByrinth Theatre Company, formato da attori, riesce a ottenere piccoli ruoli in diverse serie televisive popolari come New York Undercover e NYPD - New York Police Department. In questa compagnia teatrale incontra la sua futura moglie, l'attrice Liza Colón. Tra i suoi ruoli più noti, entrambi in televisione, ha interpretato Enrique Morales in Oz, e Angel Batista in Dexter. È anche apparso nei film Michael Clayton, The Interpreter e I mercenari - The Expendables.

## Filmografia

### Cinema
- Il tempo di decidere (Return to Paradise), regia di Joseph Ruben (1998)
- Il giocatore - Rounders (Rounders), regia di John Dahl (1998)
- Nemiche amiche (Stepmom), regia di Chris Columbus (1998)
- The Yards, regia di James Gray (1999)
- Al di là della vita (Bringing Out the Dead), regia di Martin Scorsese (1999)
- The Interpreter, regia di Sydney Pollack (2005)
- Solo 2 ore (16 Blocks), regia di Richard Donner (2006)
- La famiglia Savage (The Savages), regia di Tamara Jenkins (2007)
- Michael Clayton, regia di Tony Gilroy (2007)
- Wake, regia di Ellie Kanner (2009)
- I mercenari - The Expendables (The Expendables), regia di Sylvester Stallone (2010)
- Inferno: The Making of 'The Expendables', regia di John Herzfeld – documentario (2010)
- 13 - Se perdi... muori (13), regia di Géla Babluani (2010)
- Skyline, regia dei fratelli Strause (2010)
- Annie - La felicità è contagiosa (Annie), regia di Will Gluck (2014)
- Ride - Ricomincio da me (Ride), regia di Helen Hunt (2014)
- Tallulah, regia di Sian Heder (2016)
- The Lennon Report, regia di Jeremy Profe (2016)
- La forza della natura (Force of Nature), regia di Michael Polish (2020)
- Body Cam, regia di Malik Vitthal (2020)
- The Running Man, regia di Edgar Wright (2025)

### Televisione

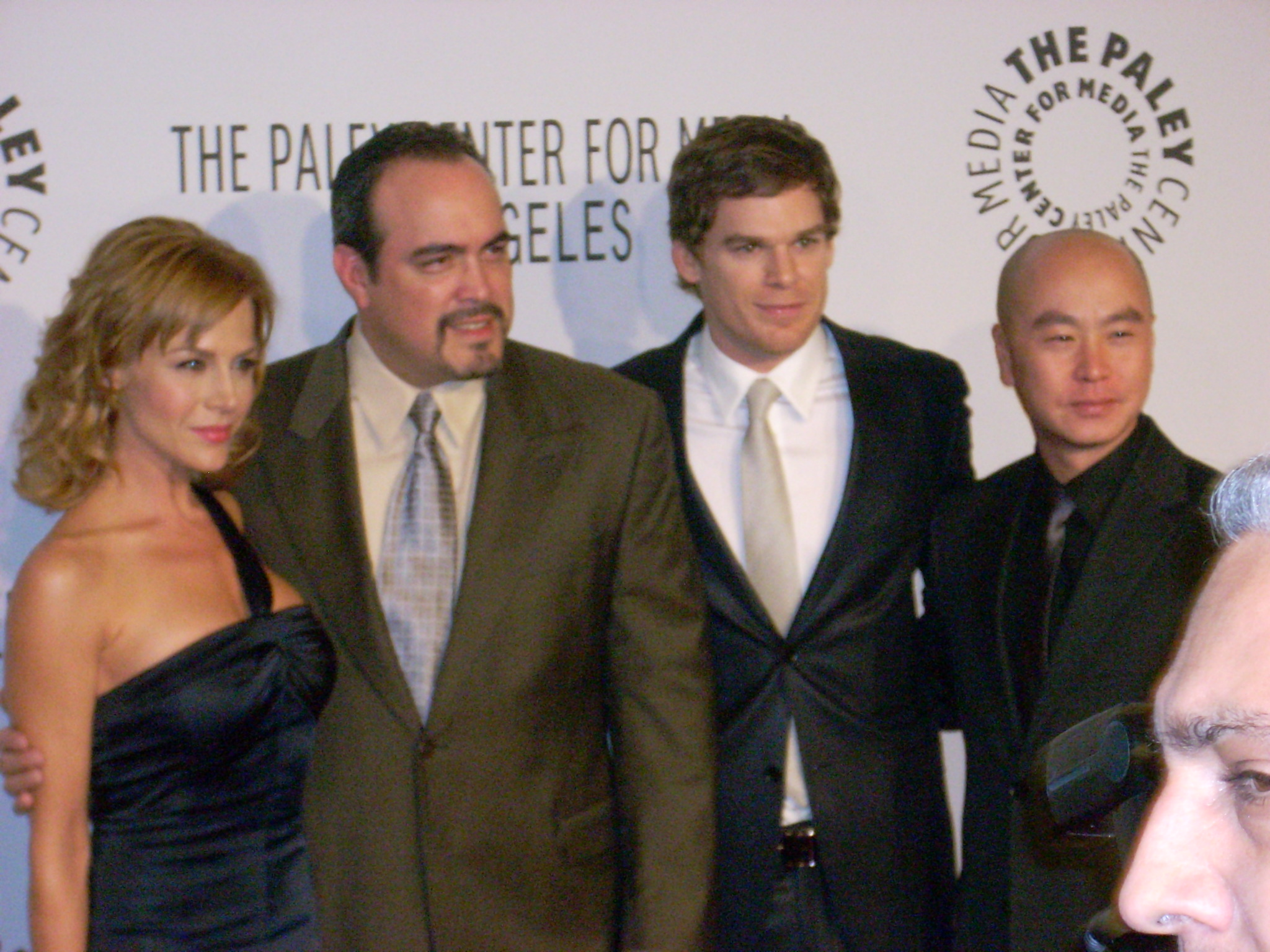
Da sinistra: Julie Benz, Zayas, Michael C. Hall e C. S. Lee, parte del cast di Dexter, qui nel 2008

- Law & Order - I due volti della giustizia (Law & Order) – serie TV, 5 episodi (1995-2008)
- Oz – serie TV, 27 episodi (2000-2003) – Enrique Morales
- Law & Order - Unità vittime speciali (Law & Order: Special Victims Unit) – serie TV, episodio 3x12 (2002)
- Dexter – serie TV, 96 episodi (2006-2013) – Angel Batista
- Law & Order: Criminal Intent – serie TV, episodi 5x21-9x01-9x02 (2006-2010)
- Numb3rs – serie TV, episodio 3x10 (2008)
- CSI: Miami – serie TV, episodio 7x20 (2009)
- Person of Interest – serie TV, episodio 1x11 (2011)
- Grimm – serie TV, episodio 1x19 (2012)
- The Following – serie TV, episodio 1x10 (2013)
- The Blacklist – serie TV, episodio 1x07 (2013)
- Sesso, bugie e selfie (Jodi Arias: Dirty Little Secret), regia di Jace Alexander – film TV (2013)
- Gotham – serie TV, 11 episodi (2014-2015)
- Elementary – serie TV, episodio 4x01 (2015)
- Bloodline – serie TV, 7 episodi (2016)
- Shut Eye – serie TV, 10 episodi (2016)
- Quantico – serie TV, episodio 3x03 (2018)
- Dexter: New Blood – miniserie TV, puntate 5-10 (2021-2022)
- The Bear – serie TV, 2 episodi (2024)
- Dexter: Resurrection – serie TV (2025)

## Doppiatori italiani
Nelle versioni in italiano delle opere in cui ha recitato, David Zayas è stato doppiato da:
- Roberto Stocchi in Dexter, Quantico, Blue Bloods, Pose, Next, Dexter: New Blood, Dexter: Resurrection
- Pasquale Anselmo in Michael Clayton, The Following, Tallulah
- Eugenio Marinelli in Burn Notice - Duro a morire, I mercenari - The Expendables, Undefeated
- Mario Bombardieri in Law & Order - I due volti della giustizia (ep. 7x01), The Closer
- Paolo Marchese in Skyline, FBI
- Saverio Indrio in Senza traccia, Body Cam
- Luigi Ferraro in Annie - La felicità è contagiosa, The Bear
- Stefano Alessandroni in Sesso, bugie e selfie, Bloodline
- Enrico Di Troia in Law & Order - I due volti della giustizia (ep. 6x03)
- Vittorio Amandola in Law & Order - I due volti della giustizia (ep. 9x04)
- Stefano Mondini in Law & Order - I due volti della giustizia (ep. 13x24, 18x12)
- Fabrizio Pucci in 11 settembre - Tragedia annunciata
- Gianluca Machelli in Solo 2 ore
- Massimo Corvo in The Interpreter
- Enzo Avolio in Oz (st. 4)
- Mauro Magliozzi in Oz (st. 5-6)
- Claudio Parachinetto in Law & Order: Criminal Intent (ep. 5x21)
- Cesare Rasini in Law & Order: Criminal Intent (ep. 9x01, 9x02)
- Roberto Draghetti in Numb3rs
- Enrico Chirico in La famiglia Savage
- Emidio La Vella in Al di là della vita
- Saverio Moriones in Coach
- Alessandro Ballico in CSI: Miami
- Sergio Lucchetti in Person of Interest
- Sergio Matteucci in 13 - Se perdi muori
- Massimo De Ambrosis in Ride - Ricomincio da me
- Stefano De Sando in Gotham
- Francesco Rizzi ne La forza della natura
- Alessandro Messina in Deadly Class